# Дзендрини, Бернардино (гидрограф)

Бюст венецианского инженера и гидрографа Бернарди́но Дзендри́ни

Бернарди́но Дзендри́ни (итал. Bernardino Zendrini; 7 апреля 1679, Савьоре-делл'Адамелло, Ломбардия — 18 марта 1747, Венеция) — венецианский инженер и гидрограф.

## Биография

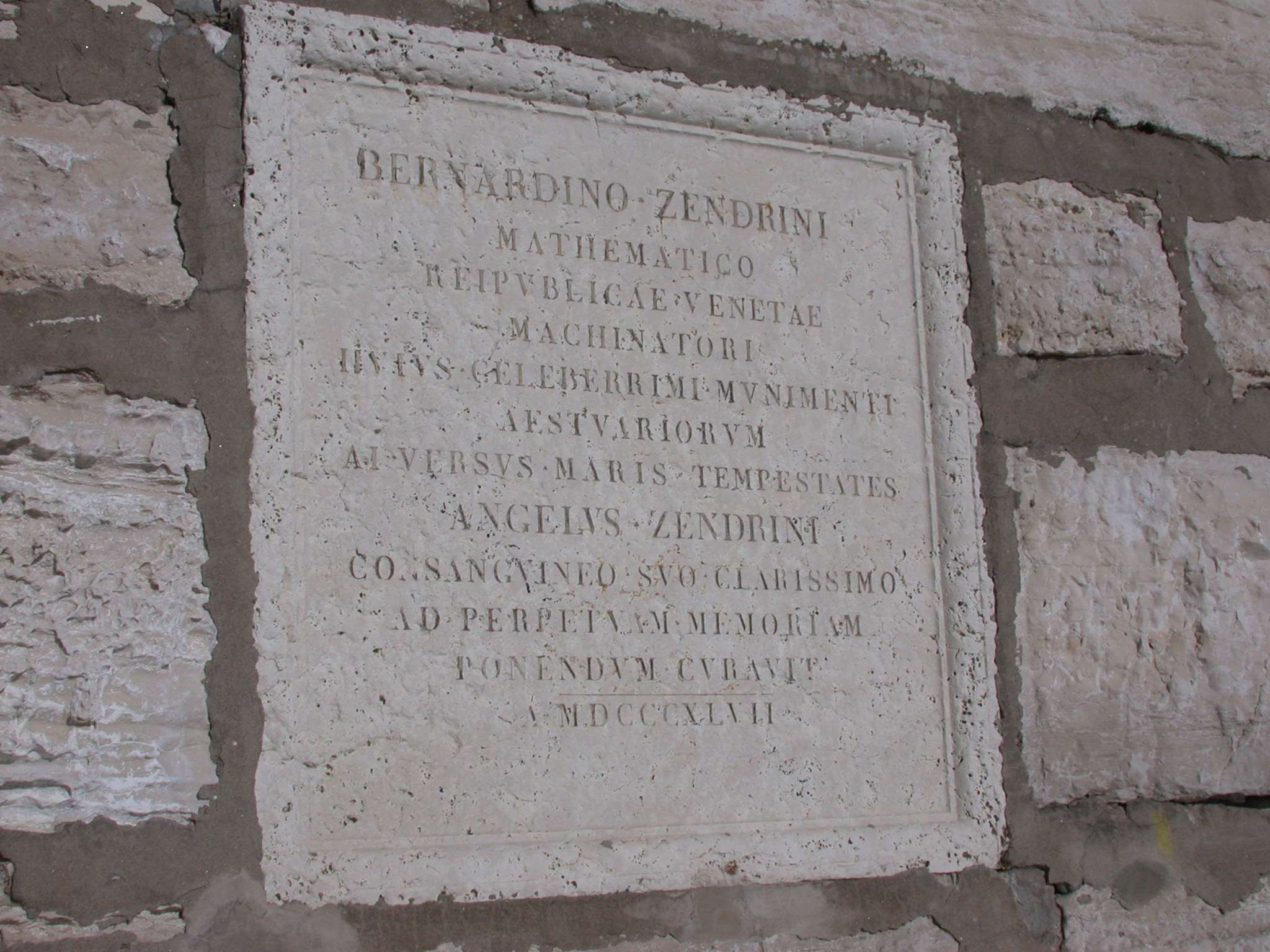
Памятная табличка

Обучался у иезуитов, затем с 1701 года в университете Падуи, где получил научную степень в области философии и медицины.
Стал заниматься медицинской практикой. С молодости интересовался математикой и её практическим применением. В начале XVIII века вошел в круг ученых Падуи и Венеции. Их целью было изучение методов аналитической геометрии Декарта и дифференциального исчисления Лейбница, который уже давно жил в Италии. Дзендрини вскоре зарекомендовал себя в качестве эксперта по проблемам гидрографии и гидротехнических сооружений. В 1717 году отстаивал позицию Феррара против планов направления вод Рейна в р. Пo.
Осуществил в Италии много гидравлических предприятий первостепенной важности, известен своими теоретическими изысканиями в области гидродинамики (о методах определения скорости движения воды и пр., но преимущественно о размывании водой берегов и других препятствий).
Основное внимание, в качестве эксперта, посвятил Венецианской лагуне. На его труд, написанный в 1736 году, по-прежнему, ссылаются при описании состояния лагуны Венеции. Он был создателем обороны Венеции с моря.
В книге «Leggi e fenomeni, regolazioni ed usi delle acque correnti» (Венеция, 1747), изложил результаты своих исследований природы рек и общих законов движения воды, по измерению скорости течения воды, слияния и разделения водных потоков, препятствия в течение рек, сопротивления водным потокам в поймах, противопаводковых работ, изучения коррозия дамб и использования гидравлической энергии. Работа Дзендри́ни стала первой в своем роде в Италии, в которой автором использовались дифференциальные и интегральные исчисления, а также методы алгебры и геометрии.
Дзендри́ни в качестве консультанта совершил ряд путешествий по Италии и за рубеж (Вена), жил в Венеции, где с 1744 года руководил строительство городских набережных.
Умер в 1747 году в Венеции и был похоронен в соборе иезуитов.

## Главные труды

Giustificazione de fatti prodotti nell'Articolo 2, 1717

- «Modo di ritrovare ne’fiumi la linea di corrosione» (1715),
- «Leggi e fenomeni, regolazioni e usi delle acque correnti» (1741),
- «Memorie storiche delle stato anticho e moderno delle lagune di Venezia» (2 т., Падуя, 1811).